# Christian Massy
Pour les articles homonymes, voir Massy.
Christian Massy, né le 23 avril 1946 à Quaregnon, est un homme politique belge, membre du Parti socialiste.
Il est régent en mathématiques ; licencié en psychopédagogie (Université de Mons) ; professeur ; directeur de l'hôpital civil de Tournai ; directeur de l'Institut de promotion sociale de la Communauté française à Tournai.
Il fut bourgmestre (socialiste) de la Ville de Tournai de 2001 (année où il succède à Roger Delcroix) à 2012. La fin de don dernier mandat sera entachée par "l'affaire Singa" dans laquelle il est condamné pour faux et usage de faux. Il aurait forcé la main à une employée communale afin que soit signé un faux certificat d'inscription au registre des étrangers pour ce footballeur du RFC Tournai. À l'époque des faits (2005), il était également président du club de football de la cité des cinq clochers.
Rudy Demotte lui succède à la tête de la  cité des cinq clochers en 2012.
En 2018, malgré sa condamnation judiciaire, Christian Massy est pourtant choisi comme président de la Maison de la Laïcité de Tournai

## Carrière politique
- conseiller communal de Tournai (1989-)
  - échevin de l'Enseignement et de la Culture (1995)
  - bourgmestre (2001- 2012) en succession de Roger Delcroix
- député wallon :
  - de 1995 à 1999
  - de 1999 à 2001, en suppléance de Rudy Demotte